# Georg Blauert
Friedrich Georg Blauert (* 14. Januar 1885 in Plauen bei Dresden; † 14. Januar 1941 in Hellerau) war ein deutscher Jurist und Stenograf. Er war Direktor des stenografischen Landesamtes Sachsen und erwarb sich durch mehrere Publikationen Verdienste um die Kurzschrift in Deutschland.

## Leben und Werk
Er war der Sohn des Baumeisters Gustav Hermann Blauert und schlug nach dem Schulbesuch eine Verwaltungslaufbahn ein. Er studierte Rechtswissenschaft und gehörte der Burschenschaft Neogermania Berlin an. Er promovierte zum Dr. jur. und trat als Regierungsassessor in den sächsischen Staatsdienst ein, u. a. war er als Hilfsstenograf am sächsischen Landtag tätig. Während des Ersten Weltkrieges war er Stenograf im Großen Hauptquartier. Blauert stieg zum Oberregierungsrat auf und wurde 1933 zum Direktor des stenografischen Instituts (Stenographisches Landesamt) ernannt.
1925 wurde er neuer Vorsitzender des Deutschen Stenographenbundes „Gabelsberger“. Zuletzt war er in der Deutschen Stenographengesellschaft, Gauverband Sachsen, Gauverbandsführer. Daneben war er seit 1933 aufgrund seiner Verdienste Ehrenmitglied des Sächsischen Stenographenverbandes. Er starb an seinem 56. Geburtstag an einer Gehirnblutung.

## Schriften (Auswahl)
- (mit L. Schneider): Geschichte der deutschen Kurzschrift. Heckner, Wolfenbüttel 1936.
- Kurzschriftliches Handwörterbuch. 2. Aufl. Creutzburg, Dresden 1940.
- Schriftwalter Die Kurzschrift